# Bladon Springs

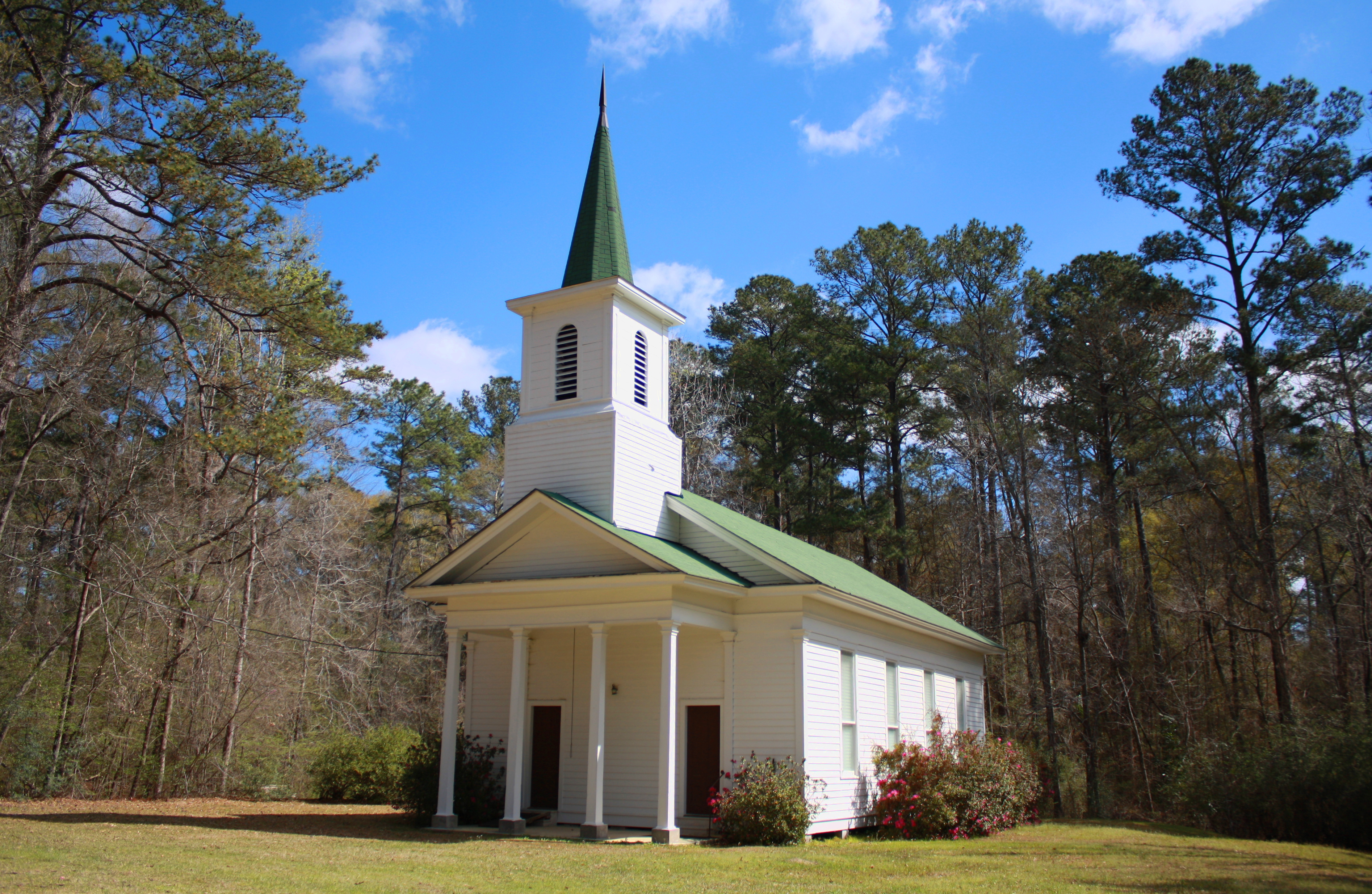
Igreja Metodista de Bladon Springs, construída por volta de 1847.

Bladon Springs é uma comunidade não incorporada localizada no condado de Choctaw, no estado norte-americano do Alabama.